# 아스타나 고분군

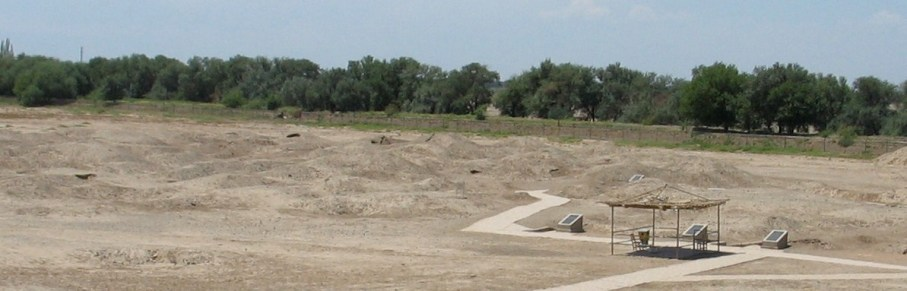
아스타나 고분군

아스타나 고분군은 중화인민공화국 신강위구르자치구 투루판시 가오창구 아스타나향(三堡鄕)에 있는 유적으로 면적은 10km2가 넘으며, 4세기에서 8세기 전반에 고창국에 정착한 한족들이 매장된 무덤 1천 기 이상이 있다. 기후가 극도로 건조하여 수많은 중요한 부장품과 미라가 잘 보존되어있고, 종교 관련 유물들도 많다.